# Johannes Wenzel
Johannes Wenzel (* 9. Januar 1843 in Bamberg; † 16. Januar 1911 ebenda) war katholischer Geistlicher und Mitglied des Deutschen Reichstags.

## Leben
Wenzel besuchte die Lateinschule, das  Gymnasium und die philosophische und theologische Sektion des Königlichen Lyceums Bamberg von 1853 bis 1865. Danach war er von 1865 bis 1868 Stadtkaplan in der Universitätsstadt Erlangen, zugleich Religionslehrer an höheren Bildungsanstalten, Curatus am Universitätskrankenhaus und Präses des katholischen Gesellenvereins. Zwischen 1868 und 1872 war er Stadtkaplan in Bamberg an der Pfarrkirche z. U. L. Frau. 1872/73 war er Pfarrverweser, Verweser der Distriktsschulinspektion und Religionslehrer am Gymnasium in der Kreishauptstadt Ansbach, sowie Militärcuratus daselbst. Von 1873 bis 1878 war er Religionslehrer an der höheren Töchterschule der englischen Fräulein in Bamberg (erstes weibliches Erziehungsinstitut). Zugleich war er längere Zeit Verwalter der großen Seminarstiftung in Bamberg und mehrere Monate Teilnehmer an der kirchlichen Musikschule in Regensburg, um sich theoretisch und praktisch in der klassischen Kirchenmusik weiter zu bilden. Ab 1878 war er Domvikar an der Metropolitankirche in Bamberg und zugleich Erzbischöflicher Revisor und Registrator.
Ab 1869 war er politisch tätig durch Vorträge, Mitarbeit an Zeitungen und an Vereinen zur Organisation der Katholiken gegenüber den kulturkämpferischen Gegnern. Ferner war er Vorstandsmitglied des katholischen Kasino (politischer Männerverein), des St. Vincenzvereins, sowie  Mitgründer dieses katholischen Männervereins. Außerdem war er Mitgründer und erster Schriftführer des Damenvereins zur Beaufsichtigung der Kinderpflegerinnen und zur Hebung des Kinderpflegewesens. Weiter war er Vorstandsmitglied des Vereins für Taubstumme (von Ordensfrauen geleitete Taubstummenanstalt) und der ebenfalls von Ordensfrauen geleiteten Knabenrettungsanstalt. Er war auch Schutzvorstand des katholischen Gesellenvereins und Ehrenmitglied des katholischen Arbeitervereins, sowie katholischen Lehrlingsvereins.
Von 1887 bis 1898 war er Mitglied des Deutschen Reichstags für den Wahlkreis Oberfranken 5 (Bamberg, Höchstadt) und die Deutsche Zentrumspartei. Hier war er längere Zeit Mitglied der Budget- und Petitionskommission.